# Borsonella diegensis
Borsonella diegensis är en snäckart som först beskrevs av Dall 1908.  Borsonella diegensis ingår i släktet Borsonella och familjen kägelsnäckor. Inga underarter finns listade i Catalogue of Life.